# Presidium 1953
Hieronder de samenstelling van het Presidium van het Centraal Comité van de Communistische Partij van de Sovjet-Unie (stemhebbende leden), in 1953, na het overlijden van Jozef Stalin. Met de naamswijziging van de Communistische Partij van de Sovjet-Unie in Communistische Partij van de Sovjet-Unie in 1952 werd de naam politbureau vervangen door presidium van het Centraal Comité van de CPSU.
| Afbeelding | persoon             |
|            | Georgi Malenkov     |
|            | Lavrenti Beria      |
|            | Vjatsjeslav Molotov |
|            | Nikita Chroesjtsjov |
|            | Anastas Mikojan     |
|            | Lazar Kaganovitsj   |
|            | Kliment Vorosjilov  |
|            | Nikolaj Boelganin   |
|            | Michail Pervoekin   |
|            | Maksim Saboerov     |

## Bron
- (en)  Leadership of the Communist Party of the Soviet Union (CPSU, 1917-1991)